# Michael Dawson (labdarúgó)
Michael Richard Dawson (Northallerton, 1983. november 18. –) profi angol labdarúgó, jelenleg a Nottingham Forest védője.
A Hull City visszavonult védőjének, Andy Dawsonnak, és a korábbi Chesterfield játékosnak, Kevin Dawsonnak fiatalabb testvére.

## Pályafutása

### Nottingham Forest
2000 novemberében vált profi futballistává. 91 mérkőzésen lépett pályára a Nottingham Forest-nél, 2002. április 1-jén debütált a Walsall elleni hazai pályán 3–2-re elveszített mérkőzésen. 
A következő szezonban jól összeszokott párost alakított ki a veterán Des Walker-rel; a Forest a 6. helyen zárt az idény végén a bajnokságban.
2005. január 31-én csapattársával, Andy Reid-del együtt a Tottenham Hotspur-höz szerződött 8 millió font ellenében.

### Tottenham Hotspur
A Tottenham-ben 2005. április 16-án debütált a Liverpool ellen; a meccs 2-2-es döntetlennel zárult. Első szezonja jól telt a csapatnál, 2006. március 28-án szerződéshosszabbítást írt alá 2011-ig. Ledley King-gel erős párost alkotnak. Az angol válogatott első számú védőpárosával, Rio Ferdinand-dal és John Terry-vel hasonlították össze őket: King játszik úgy, mint Ferdinand, nyugodtan és kényelmesen, Dawsonnak pedig -hasonlóan Terry-hez- nagy tehetsége és bátorsága van a légi párharcokhoz.
2006. november 5-én a Chelsea elleni bajnokin megszerezte első Spurs gólját. A mérkőzés 2-1-es hazai sikerrel zárult, a második gólt Aaron Lennon szerezte. A 2006–2007-es FA-kupa negyeddöntőben a Chelsea ellen ő volt a csapat kapitánya, mivel Ledley King, Robbie Keane, Paul Robinson és Jermaine Jenas is hiányzott. A szezonban a lehetséges 59 mérkőzésből 58 alkalommal a pályán volt. 2007. május 11-én újabb 5 éves szerződést írt alá, így 2012-ig előreláthatóan a Tottenham Hotspur-nél marad.
2007. szeptember 20-án az UEFA-kupában eredményes volt az Anorthosis Famagusta ellen. 2008. november 25-én gólt szerzett a bajnokságban a West Ham United ellen; a mérkőzés 1–1-re végződött. 2008. január 27-én az FA Kupában a Manchester United ellen kiállították. A Spurs 3–1-re elvesztette a találkozót, s így kiesett a kupából. Február 9-én a Derby County ellen megsérült, egy hónapot kellett kihagynia. Először csak március 9-én, a West Ham ellen játszhatott újra. Századik bajnoki mérkőzését 2008. május 3-án játszotta a Reading ellen, ami a Spurs 1–0-ra megnyert.
2008. július 30-án újabb 5 éves szerződést írt alá a klubnál, ami 2013-ig szól.
A 2008–09-es szezonban először 2009. január 6-án volt eredményes a Ligakupa elődöntőjének első mérkőzésén a Burnley ellen. A Tottenham 4–1-re nyert a White Hart Lane-en.

### Válogatott
Az angol labdarúgó-válogatott felnőtt csapatánál először a 2006-os németországi világbajnokságon került szóba. Eddig azonban csak az angol B-csapatban lépett pályára.
Az angol U21-es válogatottban 13 mérkőzést játszott.

## Statisztika
Frissítve: 2009. január 6.
| Csapat     | Szezon | Bajnokság | Bajnokság | Kupa    | Kupa  | UEFA    | UEFA  | Összesen | Összesen |
| Csapat     | Szezon | Meccsek   | Gólok     | Meccsek | Gólok | Meccsek | Gólok | Meccsek  | Gólok    |
| ---------- | ------ | --------- | --------- | ------- | ----- | ------- | ----- | -------- | -------- |
| Tottenham  | 08-09  | 8         | 0         | 4       | 1     | 3       | 0     | 15       | 1        |
| Tottenham  | 07-08  | 27        | 1         | 7       | 0     | 6       | 1     | 40       | 2        |
| Tottenham  | 06-07  | 37        | 1         | 11      | 0     | 10      | 0     | 58       | 1        |
| Tottenham  | 05-06  | 32        | 0         | 1       | 0     | -       | -     | 33       | 0        |
| Tottenham  | 04-05  | 5         | 0         | -       | -     | -       | -     | 5        | 0        |
| Össz.      |        | 109       | 2         | 23      | 1     | 19      | 1     | 151      | 4        |
| Nottingham | 04-05  | 14        | 1         | 3       | 0     | -       | -     | 17       | 1        |
| Nottingham | 03-04  | 30        | 1         | 1       | 0     | -       | -     | 31       | 1        |
| Nottingham | 02-03  | 38        | 5         | 3       | 0     | -       | -     | 41       | 5        |
| Nottingham | 01-02  | 1         | 0         | -       | -     | -       | -     | 1        | 0        |
| Össz.      |        | 83        | 7         | 7       | 0     | 0       | 0     | 90       | 7        |
| Összesen   |        | 192       | 9         | 30      | 1     | 19      | 1     | 241      | 11       |

## Külső hivatkozások
- Michael Dawson pályafutásának statisztikái a Soccerbase oldalon (angolul)

- Profilja a TottenhamHotspur.com-on
- Profilja az englandfootballonline.com-on
- Profilja a 4thegame.com-on
- Fotók és statisztikák a sporting-heroes.net-en
- Statisztika a bbc.co.uk-n Archiválva 2009. február 28-i dátummal a Wayback Machine-ben